# Halové mistrovství světa v atletice 2012

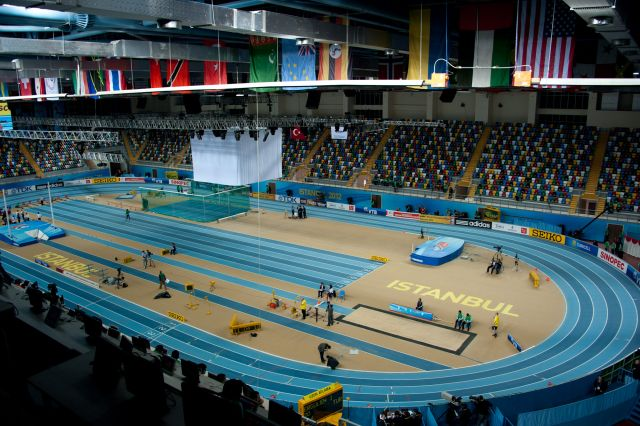
Ataköy Athletics Arena

14. halové mistrovství světa v atletice se uskutečnilo ve dnech 9. – 11. března v tureckém Istanbulu v nově postavené sportovní hale nesoucí název Ataköy Athletics Arena. Původně se měl šampionát odehrávat v multifunkční aréně Sinan Erdem Dome.
O pořadatelství halového MS v roce 2012 se rozhodlo již 24. listopadu 2007 na zasedání rady Mezinárodní asociace atletických federací v Monaku. Istanbul usiloval již o halové MS v roce 2010. To se však nakonec uskutečnilo v katarském Dauhá a Istanbulu bylo pořadatelství přiřknuto pro rok 2012. Atletických disciplín se zúčastnilo 683 atletů a atletek (349 mužů a 334 žen) ze 172 států světa.

## Světové rekordy
O první halový světový rekord se postarala Ukrajinka Natalija Dobrynská, když jako první žena v historii překonala v pětiboji hranici pěti tisíc bodů a dosavadní světové maximum Iriny Bělovové z roku 1992 (4 991 bodů) vylepšila na 5 013 bodů. Druhý halový světový rekord vytvořil Američan Ashton Eaton v sedmiboji, když vlastní světové maximum z roku 2011 zlepšil o 77 bodů na 6 645 bodů.
Do historie se zapsal také výkon, který předvedla americká dálkařka Brittney Reeseová, ta skočila do vzdálenosti 723 cm a od světového rekordu Němky Heike Drechslerové ji dělilo 14 cm. Australská překážkářka Sally Pearsonová se naopak s časem 7,73 s zařadila na páté místo v dlouhodobých tabulkách (60 m přek.), když lépe trať zaběhly jen Cornelia Oschkenatová, Lolo Jonesová, Ludmila Engquistová a Susanna Kallurová, která drží světový rekord od roku 2008.

## Absence
Na šampionátu startoval rekordní počet zemí. Z valné většiny však svoji zemi reprezentoval jeden či dva atleti. Do Istanbulu mj. neodcestovala finská výprava.
Mistrovský titul z předchozího šampionátu v Dauhá 2010 z důvodu zranění či nemoci neobhájila chorvatská výškařka Blanka Vlašičová nebo americká překážkářka Lolo Jonesová, která triumfovala rovněž na halovém MS 2008 ve Valencii. Chyběla také ruská půlkařka Marija Savinovová, která se šampionátu nechtěla zúčastnit a mistryně světa ve skoku o tyči Fabiana Murerová z Brazílie.
Mezi muži chyběl zraněný keňský půlkař Abubaker Kaki, trojskokan Teddy Tamgho, který si zároveň odpykával disciplinární trest, který mu udělila francouzská federace za konflikt s nejmenovanou kolegyní a tyčkař Steven Hooker z Austrálie, který v roce 2011 nepředváděl kvalitní výkony. Z formy byl rovněž na začátku ledna roku 2012, když na mítinku v Perthu překonal jen 510 cm. Těsně před startem HMS si lehčí zranění přivodil také kubánský překážkář a světový rekordman (110 m př.) Dayron Robles.
Řada dalších atletických hvězd dala přednost přípravě na dva vrcholy letní sezóny (ME v atletice, Letní olympijské hry). Halovou sezónu např. zcela vynechali jamajští sprinteři Usain Bolt a Yohan Blake, Keňan David Rudisha (800 m) či Carmelita Jeterová.

## Česká účast
Limit na halové MS 2012 splnilo 12 českých atletů (7 mužů a 5 žen). Pozvánku dostal také vícebojař Roman Šebrle, který splnil limit díky výkonu 6 105 bodů (12. února 2012, Praha). Kdyby na šampionát odcestoval, byla by to již jeho osmá účast na halovém světovém šampionátu. Těsně před startem domácího halového šampionátu ve Stromovce se však Šebrlemu obnovilo zranění stehenního svalu a svoji účast nakonec z důvodu přípravy na dva vrcholy letní sezóny (ME v atletice, Letní olympijské hry) odřekl. Český víceboj však v Turecku zastupoval Adam Sebastian Helcelet, kterému IAAF udělila společně s Rusem Iljou Škureněvem divokou kartu.
Jedinou českou medaili vybojoval běžec Jakub Holuša, když si v závodě na 800 metrů doběhl pro cenné stříbro.

## Program
| H | Rozběhy | Q | Kvalifikace | ½ | Semifinále | F | Finále |

| Datum →      | 9. 3. | 9. 3. | 10. 3. | 10. 3. | 10. 3. | 11. 3. | 11. 3. | 11. 3. |
| Disciplína ↓ | M     | A     | M      | A      | A      | M      | A      | A      |
| ------------ | ----- | ----- | ------ | ------ | ------ | ------ | ------ | ------ |
| 60 m         |       | H     |        | ½      | F      |        |        |        |
| 400 m        | H     | ½     |        | F      | F      |        |        |        |
| 800 m        | H     |       |        |        |        |        | F      | F      |
| 1500 m       | H     |       |        | F      | F      |        |        |        |
| 3000 m       |       | H     |        |        |        |        | F      | F      |
| 60 m přek.   |       |       | H      |        |        |        | ½      | F      |
| 4 × 400 m    |       |       | H      |        |        |        | F      | F      |
| Skok vysoký  |       |       | Q      |        |        |        | F      | F      |
| Skok o tyči  |       |       |        | F      | F      |        |        |        |
| Skok daleký  |       | Q     |        | F      | F      |        |        |        |
| Trojskok     |       |       | Q      |        |        |        | F      | F      |
| Vrh koulí    | Q     | F     |        |        |        |        |        |        |
| Sedmiboj     | F     | F     | F      | F      | F      |        |        |        |

| Datum →      | 9. 3. | 9. 3. | 10. 3. | 10. 3. | 10. 3. | 11. 3. | 11. 3. | 11. 3. |
| Disciplína ↓ | M     | A     | M      | A      | A      | M      | A      | A      |
| ------------ | ----- | ----- | ------ | ------ | ------ | ------ | ------ | ------ |
| 60 m         |       |       | H      |        |        |        | ½      | F      |
| 400 m        | H     | ½     |        | F      | F      |        |        |        |
| 800 m        | H     |       |        |        |        |        | F      | F      |
| 1500 m       |       | H     |        | F      | F      |        |        |        |
| 3000 m       | H     |       |        |        |        |        | F      | F      |
| 60 m přek.   |       | H     |        | ½      | F      |        |        |        |
| 4 × 400 m    |       |       |        |        |        |        | F      | F      |
| Skok vysoký  | Q     |       |        | F      | F      |        |        |        |
| Skok o tyči  |       |       |        |        |        |        | F      | F      |
| Skok daleký  |       |       | Q      |        |        |        | F      | F      |
| Trojskok     | Q     |       |        | F      | F      |        |        |        |
| Vrh koulí    |       |       | Q      | F      | F      |        |        |        |
| Pětiboj      | F     | F     |        |        |        |        |        |        |

## Medailisté

### Muži
| Soutěž            | Zlato                                                                                      | Stříbro                                                                          | Bronz                                                                              |
| ----------------- | ------------------------------------------------------------------------------------------ | -------------------------------------------------------------------------------- | ---------------------------------------------------------------------------------- |
| 60 m              | Justin Gatlin 6,46                                                                         | Nesta Carter 6,54                                                                | Dwain Chambers 6,60                                                                |
| 400 m             | Nery Brenes 45,11                                                                          | Demetrius Pinder 45,34                                                           | Chris Brown 45,90                                                                  |
| 800 m             | Mohammed Aman 1:48,36                                                                      | Jakub Holuša 1:48,62                                                             | Andrew Osagie 1:48,92                                                              |
| 1500 m            | Abdalaati Iguider 3:45,21                                                                  | Ilham Tanui Özbilen 3:45,35                                                      | Mekonnen Gebremedhin 3:45,90                                                       |
| 3000 m            | Bernard Lagat 7:41,44                                                                      | Augustine Kiprono Choge 7:41,77                                                  | Edwin Cheruiyot Soi 7:41,78                                                        |
| 60 m př.          | Aries Merritt 7,44                                                                         | Liou Siang 7,49                                                                  | Pascal Martinot-Lagarde 7,53                                                       |
| Štafeta 4 × 400 m | Spojené státy americké 3:03,94 Frankie Wright Calvin Smith Jr. Manteo Mitchell Gil Roberts | Velká Británie 3:04,72 Conrad Williams Nigel Levine Michael Bingham Richard Buck | Trinidad a Tobago 3:06,85 Lalonde Gordon Renny Quow Jereem Richards Jarrin Solomon |
| Skok do výšky     | Dimítrios Chondrokoúkis 2,33 m                                                             | Andrej Silnov 2,33 m                                                             | Ivan Uchov 2,31 m                                                                  |
| Skok o tyči       | Renaud Lavillenie 5,95 m                                                                   | Björn Otto 5,80 m                                                                | Brad Walker 5,80 m                                                                 |
| Skok daleký       | Mauro Vinícius da Silva 8,23 m                                                             | Henry Frayne 8,23 m                                                              | Alexandr Meňkov 8,22 m                                                             |
| Trojskok          | Will Claye 17,70 m                                                                         | Christian Taylor 17,63 m                                                         | Ljukman Adams 17,36 m                                                              |
| Vrh koulí         | Ryan Whiting 22,00 m                                                                       | David Storl 21,88 m                                                              | Tomasz Majewski 21,72 m                                                            |
| Sedmiboj          | Ashton Eaton 6 645 bodů                                                                    | Oleksij Kasjanov 6 071 bodů                                                      | Artem Lukjaněnko 5 969 bodů                                                        |

### Ženy
| Soutěž            | Zlato                                                                                                  | Stříbro                                                                                              | Bronz                                                                                    |
| ----------------- | --- | --- | ---------------------------------------------------------------------------------------- |
| 60 m              | Veronica Campbellová-Brownová 7,01                                                                     | Murielle Ahouréová 7,04                                                                              | Tianna Madisonová 7,09                                                                   |
| 400 m             | Sanya Richardsová 50,79                                                                                | Alexandra Fedorivová 51,76                                                                           | Natasha Hastingsová 51,82                                                                |
| 800 m             | Pamela Jelimová 1:58,82                                                                                | Natalija Lupuová 1:59,67                                                                             | Erica Mooreová 1:59,97                                                                   |
| 1500 m            | Genzebe Dibabaová 4:05,78                                                                              | Mariem Alaoui Selsouli 4:07,78                                                                       | ---                                                                                      |
| 3000 m            | Hellen Onsando Obiriová 8:37,16                                                                        | Meseret Defarová 8:38,26                                                                             | Gelete Burkaová 8:40,18                                                                  |
| 60 m př.          | Sally Pearsonová 7,73                                                                                  | Tiffany Porterová 7,94                                                                               | Alina Talajová 7,97                                                                      |
| Štafeta 4 × 400 m | Velká Británie 3:28,76 Shana Coxová Nicola Sandersová Christine Ohuruoguová Perri Shakesová-Draytonová | Spojené státy americké 3:28,79 Leslie Coleová Natasha Hastingsová Jernail Hayesová Sanya Richardsová | Rumunsko 3:33,41 Angela Moroșanuová Alina Panainteová Adelina Pastorová Mirela Lavricová |
| Skok do výšky     | Chaunté Loweová 1,98 m                                                                                 | Anna Čičerovová 1,95 m Antonietta Di Martinová 1,95 m Ebba Jungmarková 1,95 m                        | neudělena                                                                                |
| Skok o tyči       | Jelena Isinbajevová 4,80 m                                                                             | Vanessa Boslaková 4,70 m                                                                             | Holly Bleasdaleová 4,70 m                                                                |
| Skok daleký       | Brittney Reeseová 7,23 m                                                                               | Janay DeLoachová 6,98 m                                                                              | Shara Proctorová 6,89 m                                                                  |
| Trojskok          | Yamilé Aldamaová 14,82 m                                                                               | Olga Rypakovová 14,63 m                                                                              | Mabel Gayová 14,29 m                                                                     |
| Vrh koulí         | Valerie Adamsová 20,54 m                                                                               | Nadzeja Astapčuková 20,42 m                                                                          | Michelle Carterová 19,58 m                                                               |
| Pětiboj           | Natalija Dobrynská 5 013 bodů                                                                          | Jessica Ennisová 4 965 bodů                                                                          | Austra Skujytė 4 802 bodů                                                                |

## Medailové pořadí
| Umístění | Stát                   | Zlato | Stříbro | Bronz | Celkem |
| -------- | ---------------------- | ----- | ------- | ----- | ------ |
| 1.       | Spojené státy americké | 10    | 3       | 5     | 18     |
| 2.       | Velká Británie         | 2     | 3       | 4     | 9      |
| 3.       | Etiopie                | 2     | 1       | 2     | 5      |
| 4.       | Keňa                   | 2     | 1       | 1     | 4      |
| 5.       | Rusko                  | 1     | 3       | 5     | 9      |
| 6.       | Ukrajina               | 1     | 2       | 0     | 3      |
| 7.       | Francie                | 1     | 1       | 1     | 3      |
| 8.       | Austrálie              | 1     | 1       | 0     | 2      |
| 8.       | Jamajka                | 1     | 1       | 0     | 2      |
| 8.       | Maroko                 | 1     | 1       | 0     | 2      |
| 11.      | Brazílie               | 1     | 0       | 0     | 1      |
| 11.      | Kostarika              | 1     | 0       | 0     | 1      |
| 11.      | Nový Zéland            | 1     | 0       | 0     | 1      |
| 11.      | Řecko                  | 1     | 0       | 0     | 1      |
| 15.      | Německo                | 0     | 2       | 0     | 2      |
| 16.      | Bahamy                 | 0     | 1       | 1     | 2      |
| 16.      | Bělorusko              | 0     | 1       | 1     | 2      |
| 16.      | Turecko                | 0     | 1       | 1     | 2      |
| 19.      | Česko                  | 0     | 1       | 0     | 1      |
| 19.      | Čína                   | 0     | 1       | 0     | 1      |
| 19.      | Itálie                 | 0     | 1       | 0     | 1      |
| 19.      | Kazachstán             | 0     | 1       | 0     | 1      |
| 19.      | Pobřeží slonoviny      | 0     | 1       | 0     | 1      |
| 19.      | Švédsko                | 0     | 1       | 0     | 1      |
| 25.      | Kuba                   | 0     | 0       | 1     | 1      |
| 25.      | Litva                  | 0     | 0       | 1     | 1      |
| 25.      | Polsko                 | 0     | 0       | 1     | 1      |
| 25.      | Trinidad a Tobago      | 0     | 0       | 1     | 1      |

## Zúčastněné země
(v závorkách uvedeny počty vyslaných sportovců)
- Afghánistán (2)
- Albánie (2)
- Alžírsko (2)
- Americké Panenské ostrovy (2)
- Anguilla (2)
- Argentina (1)
- Arménie (2)
- Aruba (2)
- Austrálie (6)
- Ázerbájdžán (2)
- Bahamy (10)
- Bahrajn (4)
- Bangladéš (2)
- Belgie (3)
- Bělorusko (18)
- Benin (2)
- Bermudy (1)
- Bhútán (2)
- Bosna a Hercegovina (2)
- Botswana (4)
- Brazílie (7)
- Britské Panenské ostrovy (1)
- Brunej (1)
- Bulharsko (8)
- Burkina Faso (2)
- Cookovy ostrovy (1)
- Čad (1)
- Černá Hora (2)
- Česko (13)
- Čína (13)
- Dánsko (2)
- DR Kongo (2)
- Dominika (1)
- Dominikánská republika (1)
- Džibutsko (1)
- Egypt (1)
- Ekvádor (1)
- Estonsko (2)
- Etiopie (10)
- Mikronésie (1)
- Fidži (2)
- Filipíny (1)
- Francie (11)
- Francouzská Polynésie (2)
- Gambie (1)
- Ghana (3)
- Gibraltar (1)
- Grenada (1)
- Gruzie (2)
- Guam (2)
- Guinea (1)
- Guinea-Bissau (2)
- Guyana (2)
- Haiti (3)
- Hongkong (2)
- Chorvatsko (1)
- Indie (1)
- Indonésie (1)
- Írán (4)
- Irák (2)
- Irsko (3)
- Island (2)
- Itálie (16)
- Izrael (2)
- Jamajka (11)
- Japonsko (1)
- JAR (4)
- Jižní Korea (1)
- Kajmanské ostrovy (1)
- Kanada (5)
- Kambodža (1)
- Kamerun (2)
- Katar (3)
- Kazachstán (6)
- Keňa (9)
- Kiribati (2)
- Kolumbie (1)
- Komory (2)
- Kostarika (1)
- Kuba (10)
- Kuvajt (1)
- Kypr (2)
- Kyrgyzstán (2)
- Lesotho (1)
- Libanon (1)
- Litva (5)
- Lotyšsko (2)
- Macao (1)
- Maďarsko (3)
- Makedonie (1)
- Madagaskar (1)
- Malawi (1)
- Maledivy (1)
- Mali (1)
- Malta (1)
- Maroko (7)
- Marshallovy ostrovy (1)
- Mauritánie (1)
- Mauricius (2)
- Mexiko (1)
- Moldavsko (2)
- Monako (1)
- Mongolsko (2)
- Namibie (1)
- Nauru (2)
- Německo (17)
- Nigérie (7)
- Nikaragua (2)
- Nizozemsko (4)
- Norsko (1)
- Nový Zéland (1)
- Omán (1)
- Pákistán (2)
- Palau (2)
- Palestina (2)
- Panama (1)
- Papua Nová Guinea (2)
- Paraguay (1)
- Peru (1)
- Pobřeží slonoviny (2)
- Polsko (14)
- Portugalsko (3)
- Portoriko (1)
- Rakousko (3)
- Republika Kongo (1)
- Rovníková Guinea (1)
- Rumunsko (13)
- Rusko (42)
- Rwanda (2)
- Řecko (8)
- Salvador (1)
- Samoa (1)
- San Marino (2)
- Saúdská Arábie (1)
- Senegal (1)
- Seychely (1)
- Sierra Leone (1)
- Singapur (2)
- Slovensko (1)
- Slovinsko (4)
- Spojené arabské emiráty (2)
- Srbsko (1)
- Severní Mariany (1)
- Súdán (2)
- Svatá Lucie (1)
- Svatý Kryštof a Nevis (2)
- Svatý Vincenc a Grenadiny (2)
- Svazijsko (1)
- Sýrie (2)
- Šalomounovy ostrovy (2)
- Španělsko (20)
- Švédsko (4)
- Švýcarsko (2)
- Tádžikistán (2)
- Tanzanie (1)
- Thajsko (1)
- Tchaj-wan (2)
- Tonga (2)
- Trinidad a Tobago (7)
- Turecko (19)
- Turkmenistán (1)
- Tuvalu (1)
- Uganda (2)
- Ukrajina (27)
- Uruguay (2)
- USA (51)
- Uzbekistán (5)
- Vanuatu (2)
- Venezuela (5)
- Velká Británie (34)
- Zambie (2)